# Casta Diva (árie)
Casta Diva jsou první slova a současně název árie-kavatiny hlavní hrdinky Normy ze stejnojmenné opery italského skladatele Vincenza Belliniho.
Jedná se o nejslavnější Belliniho árii. Francouzský skladatel Jacques Fromental Halévy prohlásil, že by vyměnil veškeré své skladby za tuto jedinou árii.